# Estadio Hàng Đẫy
El Estadio Hàng Đẫy anteriormente llamado San Hanoi Stadium (Sân vận động Hàng Đẫy), es un estadio multiusos ubicado en Hanoi en Vietnam y se usa principalmente para la práctica del fútbol y de atletismo. El estadio inaugurado en 1965 tiene una capacidad para 22 000 personas. Los clubes Hà Nội T&T y Hanoi FC de la V-League disputan aquí sus partidos. 